# Camera 209
Camera 209 è un singolo della cantante italiana Alessandra Amoroso, pubblicato il 16 maggio 2022 come primo estratto dalla riedizione del settimo album in studio Tutto accade.

## Descrizione
Prodotto da Zef, il brano contiene un omaggio a Point of View del gruppo house-pop DB Boulevard, i quali compaiono come artisti ospiti. Intervistata da Anna Pettinelli a RDS, la cantante ha dichiarato riguardo al singolo:

## Promozione
Camera 209 è stato eseguito in anteprima dalla cantante il 15 maggio 2022 nel corso della puntata finale del talent show Amici di Maria De Filippi. Sei giorni più tardi Amoroso si è esibita a Radio Italia Live - Il concerto in un medley composto da Sorriso grande, Canzone inutile e Camera 209.

## Accoglienza
Alessandro Alicandri di TV Sorrisi e Canzoni afferma che, nonostante si rifaccia musicalmente alle sonorità dance di Point of View, «il brano nei contenuti e nel messaggio è attualissimo» definendolo «un manifesto di una leggerezza preziosissima». La Repubblica ha affermato che Camera 209 presenta un «ritmo sostenuto dal gusto dance», riscontrandovi «un inno all'indipendenza e alla capacità di liberarsi da quegli schemi mentali che ci impediscono di vivere a pieno ogni momento».

## Video musicale
Il video musicale, diretto da Amedeo Zancanella e girato a Formentera, è stato reso disponibile il 26 maggio 2022 attraverso canale YouTube della cantante.

## Tracce
Testi di Davide Petrella e Monica Bragato, musiche di Alfred Azzetto, Laurent Brancowitz, Thomas Croquet, Frédéric Moulin, Thomas Mars e Deck D'Arcy.
1. Camera 209 – 2:58

## Classifiche
| Classifica (2022) | Posizione massima |
| ----------------- | ----------------- |
| Italia            | 42                |